# Willa „Waleria” w Milanówku
Willa „Waleria” – zabytkowa willa w Milanówku, zlokalizowana przy ul. Spacerowej 20. Od 2007 stanowi własność komunalną miasta, wcześniej przez blisko sto lat pozostawała w rękach prywatnych. 

## Historia
Budynek został wzniesiony w 1910. Projektantem i zarazem inwestorem był aktor i reżyser Rufin Morozowicz, który przeznaczył go dla swojej żony Walerii z Kotowiczów, na cześć której willa otrzymała nazwę. Styl architektoniczny "Walerii" określany jest jako zmodernizowany historyzm. Po śmierci pierwszych właścicieli willę otrzymała na własność ich córka Maria. Poślubiła ona rzeźbiarza Jana Szczepkowskiego, który mieszkał w niej i tworzył przez wiele lat. Od 1978 w willi działało prywatne muzeum artysty, prowadzone przez jego córkę Hannę Mickiewicz. Dzięki staraniom córki artysty udało się zachować wiele rzeźb, w tym ołtarz rzeźbiony w sosnowym drewnie dla jednego z kościołów szwajcarskich (wykonany tuż przed wojną, pozostał w kraju). Równocześnie willa nadal stanowiła rodową siedzibę, zaś jej część bywała okresowo wynajmowana.
Od 1982 budynek wpisany jest do rejestru zabytków województwa warszawskiego, a następnie mazowieckiego.  Na przełomie lat 1990. i 2000. z części jej pomieszczeń korzystało Społeczne Liceum Ogólnokształcące w Milanówku, uzupełniające w ten sposób niedobory powierzchni w swoim głównym budynku przy ul. Fiderkiewicza. 
W 2007 budynek został zakupiony przez Gminę Milanówek. Fundacja im. Jana Szczepkowskiego przekazała miastu nieodpłatnie 127 dzieł artysty, z intencją eksponowania ich w budynku. Początkowo realizacja programu renowacji i adaptacji budynku na nowe potrzeby nie rozpoczęła się ze względu na wysoki koszt, który oszacowano na ok. 20 mln zł.
W 2018 odbyła się w Walerii Noc Muzeów, podczas której prezentowano  prace malarskie: obrazy olejne, gwasze, pastele, rzeźby Jana Szczepkowskiego oraz małe formy rzeźbiarskie innych autorów, sztukę użytkową - porcelanę z wytwórni w Ćmielowie, Wałbrzychu, Włocławku, wyroby szklane z huty "Niemen", "Hortensja", "Zawiercie", tkaninę artystyczną, meble oraz drobne przedmioty codziennego użytku z kolekcji prywatnych i kolekcji rzeźb Jana Szczepkowskiego należącej do miasta Milanówka. Inicjatorem i animatorem wydarzenia było stowarzyszenie mieszkańców działające na rzecz utworzenia w Walerii Centrum Środowisk Twórczych.
W 2020 powstało Wirtualne Muzeum Jana Szczepkowskiego − strona internetowa poświęcona życiu i twórczości artysty. W 2020 miasto Milanówek uzyskało dwie dotacje na renowację obiektu. Łączna kwota dofinansowania wyniosła około 8,5 mln zł. Ostatecznie, w kwietniu 2025 w wyremontowanej willi otwarta została wystawa stała dzieł Szczepkowskiego.